# Hato Rey Norte
Ne doit pas être confondu avec Hato Rey Central ou Hato Rey Sur.
Hato Rey Norte est l’un des dix-huit quartiers (en espagnol : barrios) de San Juan, la capitale de Porto Rico. En 2020, il comptait 15 542 habitants.